# 艾若瑟
艾若瑟（1662年10月17日—1720年2月7日）原名若瑟-安多尼·帕羅瓦那（Joseph-Antoine Provana），又名艾逊爵，法国人，天主教耶稣会传教士，清康熙時期的欽差大臣。
艾若瑟在1662年10月23日生于尼斯 （時屬義大利）。1695年 (康熙三十四年) 到中国澳门传教，1699年至1701年(康熙三十八年至四十年) 到河南开封、山西太原，接管教务，曾到平遥、吉县、襄陵、汾州等地传教。1702年至1707年居北京。1707年 (康熙四十六年) ，康熙帝为澄清中国礼仪之争，派遣艾若瑟出使聖座，樊守义随行。艾若瑟等使臣，从澳门启航，经婆罗洲、马六甲、苏门答腊，航行三四月抵达葡萄牙首都里斯本，获葡萄牙国王若昂五世召见。在里斯本停留四个月后，于1709年(康熙四十八年) 正月再启程，经直布罗陀海峡，西班牙安达鲁西亚，前往意大利。二月下旬，抵达罗马，晋见教宗克勉十一世。艾若瑟和樊守义将康熙皇帝关于多罗来华及中国礼节问题和西洋教务问题的旨意，详细向教宗呈述。教宗不愿艾若瑟返回中国，因此艾若瑟在罗马居留两年八个月，后因病向教宗申请会回故乡养病，得教宗准许，但在启程回乡之际，教宗得到密报，说艾若瑟图谋潜逃回中国，教宗于是下通缉令，缉捕艾若瑟，艾若瑟质问，“我原得教宗特准，回乡养病，何以是潜逃回中国？”教宗令艾若瑟在意大利静养，等候中国皇帝文书。1718年 (康熙五十七年) ，罗马教宗收到康熙皇帝朱笔文书，于是召见艾若瑟、樊守义，口谕：“你们可以回国，见中国皇帝时只说因病长期居留意大利未归，我将另遣使臣前往中国解释，希望中国皇帝继续保护教士”。归途中艾若瑟体弱多病，经不起风浪，在好望角前往印度舟中病故，遗体由樊守义运回广州。